# 公园桥
公园桥位于扬州市的一座砖拱桥，建于1918年，横跨小秦淮河，东西向。2008年1月，公园桥列为扬州市文物保护单位。